# Magnolia (Illinois)
Magnolia – wieś w Stanach Zjednoczonych, w stanie Illinois, w hrabstwie Putnam.